# Don’t Worry About Me
Don’t Worry About Me – album studyjny Joeya Ramone’a, wydany 19 lutego 2002 roku przez wytwórnię Sanctuary Records.

## Lista utworów
1. "What a Wonderful World" (Bob Thiele/George David Weiss) – 2:23
2. "Stop Thinking About It" (Joey Ramone/Andy Shernoff) – 2:57
3. "Mr. Punchy" (Joey Ramone) – 2:35
4. "Maria Bartiromo" (Joey Ramone) – 3:58
5. "Spirit in My House" (Joey Ramone) – 2:02
6. "Venting (It’s a Different World Today)" (Joey Ramone) – 3:17
7. "Like a Drug I Never Did Before" (Joey Ramone) – 2:04
8. "Searching for Something" (Joey Ramone/Al Maddy) – 4:12
9. "I Got Knocked Down (But I’ll Get Up)" (Joey Ramone) – 3:42
10. "1969" (Dave Alexander/Iggy Pop/Ron Asheton/Scott Asheton) – 3:40
11. "Don’t Worry About Me" (Joey Ramone) – 3:55

## Skład
- Joey Ramone – wokal (1–11)
- Daniel Rey – gitara, dalszy wokal (1–7, 9, 10)
- Joe McGinty – instr. klawiszowe (1, 5, 9, 11)
- Andy Shernoff – gitara basowa (1–7, 9, 11)
- Marky Ramone – perkusja (1, 3, 4, 6–8)
- Frank Funaro – perkusja (2, 5, 9, 11)
- Veronica Kofman – wokal (3)
- Helen Love – dalszy wokal (3)
- Captain Sensible – dalszy wokal (3)
- Al Maddy – gitara, gitara basowa, dalszy wokal (8)
- Jerry Only – gitara basowa (10)
- Dr. Chud – perkusja (10)
- Mickey Leigh – gitara, dalszy wokal (11)